# Hexaedro tetrakis
O hexaedro tetrakis é um sólido de Catalan.
Este sólido é obtido:
- Como dual do Octaedro truncado
- Por acumulação sobre o Hexaedro ou Cubo

O poliedro dual do Hexaedro tetrakis é o octaedro truncado. Ocorre naturalmente em formação de (cristais) cobre e fluorita.  